# Peñón
Een peñón (Spaanse uitspraak: [peˈɲon], "rots", mv. peñones) is een term voor bepaalde rotsachtige eilandforten voor de kust die zijn opgericht door het Spaanse Rijk (vooral in Afrika). Verschillende maken nog steeds deel uit van de Plazas de soberanía ("plaatsen van soevereiniteit") van Spanje in Noord-Afrika.
Een peñón is als een berg omringd door water, meestal aan zee. Een van de bekendste is de Peñón de Vélez de la Gomera, voor de kust van Marokko, tot op de dag van vandaag nog steeds Spaans grondgebied. Er is ook de Peñón de Alhucemas in de buurt. De Peñón van Algiers (Peñón de Argel) werd opgericht in 1510, toen de Spanjaarden zich op een klein eiland voor Algiers (het huidige Algerije) vestigden en de plaatselijke heerser Sālim al-Tūmī (Selim-bin-Teumi) dwongen hun wetten te aanvaarden. aanwezigheid door middel van een verdrag en hulde brengen.

## Lijst van peñones
- Peñón de Alhucemas[1]
- Peñón de Ifach
- Peñón de Vélez de la Gomera[1]
- Peñón van Algiers
- Rots van Gibraltar (Peñón de Gibraltar)[1]